# Младолиберална партия
Младолибералната партия е българска политическа партия, създадена през 1904 г. след отделянето на привържениците на Димитър Тончев от Либералната партия (радослависти) след неуспешен опит да отстранят Васил Радославов. С нея е свързан вестник „Слово“ (1904 – 1912).
През 1913 – 1918 г. участва в управлението в коалиция с радославистите.
През 1920 г. се влива заедно с радославистите и Народнолибералната партия в Националлиберална партия, с което престава да съществува като самостоятелна политическа групировка.

## Участия в избори

### Парламентарни
| година         | избори                  | гласове | %     | резултат  |
| -------------- | ----------------------- | ------- | ----- | --------- |
| 1908           | Народно събрание        | 5 138   | 1,1%  | 0 / 203   |
| юни 1911       | Велико Народно събрание | 4 130   | 0,7%  | 0 / 414   |
| септември 1911 | Народно събрание        | 6 415   | 1,3%  | 1 / 212   |
| 1913*          | Народно събрание        | 207 763 | 38,7% | 88 / 204  |
| 1914*          | Народно събрание        | 345 730 | 45,2% | 126 / 245 |
| 1920*          | Народно събрание        | 14 469  | 1,6%  | 0 / 232   |

- На изборите през 1913 г. и 1914 г. е част от коалицията Либерална концентрация, като от Младолибералната партия са избрани 8 депутати през 1913 г., а през 1914 г. – 12.
- На изборите през 1920 г. е част от коалиция с Народнолибералната партия на Добри Петков и Либералната партия (радослависти).

## Участия в правителства
Второ правителство на Васил Радославов (17 юли 1913 — 5 януари 1914) — коалиция с Либерална партия (радослависти) и Народнолиберална партия
- министерство на финансите — Димитър Тончев
- министерство на търговията, промишлеността и труда — Жечо Бакалов

Трето правителство на Васил Радославов (5 януари 1914 — 21 юни 1918) — коалиция с Либерална партия (радослависти) и Народнолиберална партия
- министерство на финансите — Димитър Тончев
- министерство на търговията, промишлеността и труда — Жечо Бакалов